# Puna Tsang Chhu
Der Puna Tsang Chhu, in Indien: Sankosh (assamesisch সোণকোষ), ist der etwa 200 km lange linke Quellfluss des Gangadhar in Bhutan und im Norden Indiens.

## Verlauf
Der Puna Tsang entsteht durch die Vereinigung des Pho Chhu mit dem Mo Chhu nahe Punakha. Da diese Quellflüsse, welche einen weiten Bereich des Westens und des Zentrums von Bhutan zwischen dem Chomolhari und dem Kula Kangri entwässern, anfällig für Gletscherläufe sind, kommt es im Bereich des Mittellaufes häufig zu Überschwemmungen. Das recht niedrig gelegene und weite Tal zwischen Punakha und Wangdue Phodrang ist eines der landwirtschaftlichen Zentren des Landes. Dem Tal, welches sich südlich von Wangdue Phodrang verengt, folgt über weite Strecken die Wangdue-Tsirang-Straße.
Bei Wangdue Phodrang mündet der Dang Chhu ein, weitere von Osten zufließende Nebenflüsse sind die in den Black Mountains entspringenden Ma Chhu und Hara Chhu. Nahe dem Dorf Kalikhola überquert der Fluss die Grenze zum indischen Bundesstaat Assam, von wo aus er den Namen Sankosh trägt. Der Sankosh bildet streckenweise die Grenze zum westlich gelegenen Bundesstaat Westbengalen. Nördlich von Tamarhat vereinigt sich der Sankosh mit dem Raidak zum Gangadhar.
Das System des Puna Tsang Chhu entwässert ein Gebiet von rund 10.000 km² und ist damit das zweitbedeutendste Flusssystem Bhutans, der durchschnittliche Abfluss liegt bei rund 55 m³/s.

## Wasserkraftprojekte
- Karte mit allen Koordinaten:
- OSM |
- WikiMap

Entlang dem Flusslauf sind folgende Wasserkraftprojekte im Bau:

### Wasserkraftwerk Punatsangchhu-I
- Punatsangchhu-I-Staudamm (130 m hoch, 239 m lang; geplante Fertigstellung 2024); (⊙) mit Wasserkraftwerk (6×200 MW)

### Wasserkraftwerk Punatsangchhu-II
- Punatsangchhu-II-Staudamm (86 m hoch, 213,5 m lang; ⊙) mit Wasserkraftwerk (6×170 MW; ⊙)